# Heraldyka szachowa

Herb szlachecki Arcemberski

Heraldyka szachowa – temat heraldyki związanej tematycznie z szachami.

## Historia
Elementy szachowe pojawiły się w heraldyce już w XI wieku, ale niekiedy istniało tylko zewnętrzne podobieństwo do szachownicy lub bierek szachowych. Szachowe motywy były często wprowadzane do rysunków herbów szlacheckich rodów zachodniej i środkowej Europy, zwłaszcza we Francji, Niemczech, Anglii, Hiszpanii, a także na ziemiach słowiańskich w Czechach i w Polsce. Wynikało to z faktu, że umiejętność gry w szachy w średniowieczu było traktowane jako jeden z przymiotów wyróżniające dobrego rycerza.

## Opis
Najczęściej w heraldyce z tematyki szachowej pojawia się szachownica lub jej fragmenty. Z bierek szachowych pojawia się najczęściej wieża.
Kilka przykładów polskiej heraldyki związanej z szachami:
- Arcemberski,
- Karęga,
- Pierzchała (Roch),
- Wczele,
- Wyssogota.

Z szachową heraldyką związane są liczne legendy. Geneza znalezienia się w herbie Chorwacji dwubarwnych pól szachownicy przypisuje się faktowi rozegrania partii szachowej w X wieku Svetoslava Surinja z dożą weneckim Piotrem II o miasta dalmatyńskie, które w wyniku gry przypadły słowiańskiemu władcy, co zostało przypieczętowanie szachowym rysunkiem w tarczy herbowej. Szachowa heraldyka jest naśladowana w emblematach, jak również w znakach książkowych.